# Instytut Kurdyjski w Stambule
Instytut Kurdyjski w Stambule (ku: Enstîtuya Kurdî Ya Stenbolê, tr: İstanbul Kürt Enstitüsü) – organizacja założona w 1992, skupiająca się na promocji kurdyjskiej literatury, kultury oraz języka. Instytut jest miejscem współpracy kurdyjskich oraz tureckich intelektualistów, takich jak Musa Anter, dr İsmail Beşikçi, dr Cemşid Bender, İbrahim Gürbüz, Süleyman İmamoğlu czy Feqi Huseyn Sağnıç. Głównymi polami działalności Instytutu są badania językoznawcze, badanie folkloru oraz historii Kurdów. Co trzy miesiące wydawane jest czasopismo badawcze "Zend". Ponadto instytut organizuje kursy języka kurdyjskiego, wydaje certyfikaty jego znajomości oraz zapewnia tłumaczenia z oraz na język kurdyjski.
W 2004 wydano turecko-kurdyjski słownik w opracowaniu Zana Farqînî. Instytut wydaje również wiele dzieł z klasyki literatury kurdyjskiej (np. prace Faqi Tayrana).
31 grudnia 2016 instytut został zajęty i zamknięty przez policję po ogłoszeniu przez rząd zawieszenia blisko 100 stowarzyszeń na mocy artykułu 11 stanu wyjątkowego wprowadzonego po zamachu stanu w Turcji w lipcu 2016